# Saint-Amand-le-Petit
Saint-Amand-le-Petit is een gemeente in het Franse departement Haute-Vienne (regio Nouvelle-Aquitaine) en telt 109 inwoners (2009). De plaats maakt deel uit van het arrondissement Limoges.

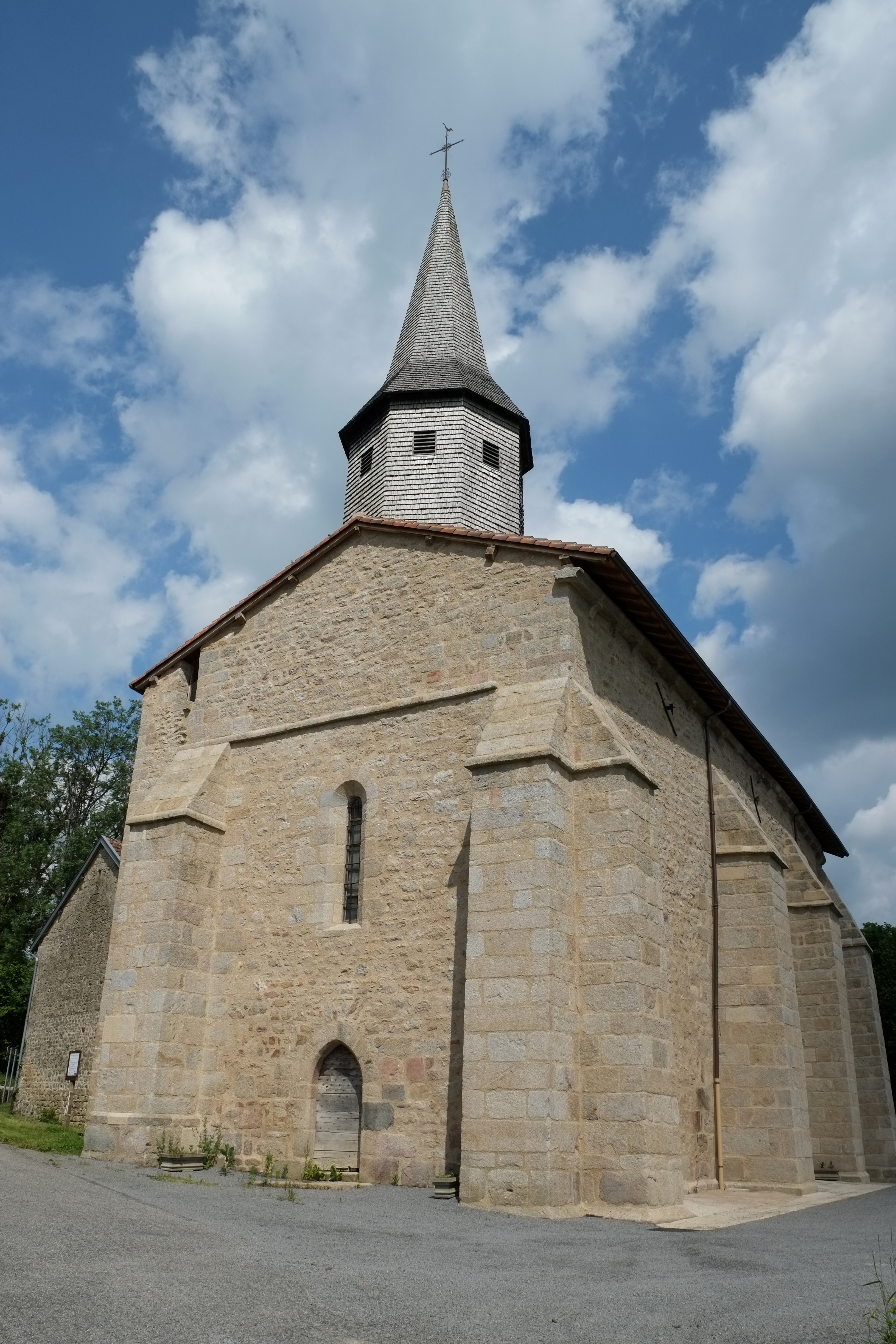
Kerk van Saint-Amand-le-Petit

## Geografie
De oppervlakte van Saint-Amand-le-Petit bedraagt 15,0 km², de bevolkingsdichtheid is dus 7,3 inwoners per km².
De onderstaande kaart toont de ligging van Saint-Amand-le-Petit met de belangrijkste infrastructuur en aangrenzende gemeenten.

## Demografie
Onderstaande figuur toont het verloop van het inwonertal (bron: INSEE-tellingen).